# Juan Ramón López Caro
Juan Ramón López Caro (Lebrija, 23 maart 1963) is een Spaanse voetbalcoach.
López Caro werd in 2001 trainer van Real Madrid Castilla. Hij bracht de reserveploeg van Real Madrid terug naar de Segunda División A. In december 2005 volgde López Caro Vanderlei Luxemburgo op als trainer van het eerste elftal. In 2006 werd hij bij Real Madrid als trainer opgevolgd door Fabio Capello. In het seizoen 2006/07 was López Caro werkzaam bij UD Levante en Racing Santander, maar bij beide clubs moest hij voortijdig vertrekken. Na trainer te zijn geweest bij FC Vaslui trad hij aan als bondscoach van Saoedi-Arabië, als opvolger van Frank Rijkaard. Hij werd in 2016 is López Caro trainer van Dalian Yifang.